# Westfield (Indiana)
Westfield és una població dels Estats Units a l'estat d'Indiana. Segons el cens del 2000 tenia 9.293 habitants.

## Demografia
Segons el cens del 2000, Westfield tenia 9.293 habitants, 3.386 habitatges, i 2.454 famílies. La densitat de població era de 470,3 habitants/km².
Dels 3.386 habitatges en un 46,2% hi vivien nens de menys de 18 anys, en un 59,1% hi vivien parelles casades, en un 10,3% dones solteres, i en un 27,5% no eren unitats familiars. En el 21,8% dels habitatges hi vivien persones soles el 6,2% de les quals corresponia a persones de 65 anys o més que vivien soles. El nombre mitjà de persones vivint en cada habitatge era de 2,72 i el nombre mitjà de persones que vivien en cada família era de 3,2.
Per edats la població es repartia de la següent manera: un 32,8% tenia menys de 18 anys, un 7,2% entre 18 i 24, un 40% entre 25 i 44, un 13,8% de 45 a 60 i un 6,2% 65 anys o més.
L'edat mediana era de 30 anys. Per cada 100 dones de 18 o més anys hi havia 91,4 homes.
La renda mediana per habitatge era de 52.963$ i la renda mediana per família de 65.208$. Els homes tenien una renda mediana de 45.388$ mentre que les dones 26.864$. La renda per capita de la població era de 22.160$. Entorn del 2,3% de les famílies i el 4% de la població estaven per davall del llindar de pobresa.

## Poblacions més properes
El següent diagrama mostra les poblacions més properes.